# Diablo II: Lord of Destruction
Diablo II: Lord of Destruction es una expansión para el videojuego Diablo II. Salió a la venta el 21 de junio de 2001.

## El Juego
Para jugar a este, es necesario tener instalado el Diablo II en la versión completa. Esta expansión se desarrolla de forma idéntica al juego original. Se puede elegir entre los cinco personajes del original o bien, elegir uno de los dos nuevos: Asesina y Druida. 

### Características Nuevas
Lord of Destruction                   cumple todos sus objetivos como expansión:
- Se agregan dos nuevas clases de personajes: la Asesina y el Druida.
- Se amplia el alijo para guardar objetos.
- Se incluyen runas para imbuirlas a las armas.
- Se añaden las joyas. Son como las gemas pero con atributos aleatorios.
- Se añade un acto más para recorrer, Harrogath.
- Se mejora el sistema de los mercenarios, cambiándolos casi por completo. Les añaden armaduras, hoja de características, posibilidad de curarlos, y pueden seguir al héroe durante todo el juego.
- Añade un nuevo mercenario en el último acto: El bárbaro.
- Se añaden mini-hechizos que se portan en el inventario.
- Se añaden nuevos paquetes al juego.
- Se crean nuevos objetos raros y únicos, incluidos los objetos excepcionales y de élite.
- Objetos etéreos: estos objetos son irreparables. Una vez se agota su durabilidad desaparecen.
- Objetos específicos de clase: hay objetos que tan solo sirven para una determinada categoría de héroe. Casco halcón para el druida, katares para la asesina, etc.
- Se añade la opción de resolución de 800*600.
- Se añade la opción de poseer un segundo armamento. A este se puede cambiar mediante una tecla rápida, por defecto "w".

#### Parches
- 1.09:

Cambios en las habilidades de Decrepitación (Nigromante) y de Muro de Fuego y Telequinesis (Hechicera).
Modificaciones importantes en el juego.
Corrección de bastantes fallos.
- 1.09b:

Arreglado un fallo de conexión a Battle.net
- 1.09c:

Arreglados fallos.
Modificaciones solamente en la versión estadounidense.
- 1.09d:

Arreglados fallos menores.
- 1.10:

Revisados niveles y hechizos de los monstruos. Aumentada la población de enemigos y la experiencia que dan.
Modificada la velocidad de subida de nivel del personaje.
Añadidos más de 100 objetos únicos.
Revisadas las habilidades de los personajes. Ahora se dan bonificaciones entre sí.
Añadidas 20 nuevas palabras rúnicas.
Arreglados errores de Battle.net y del juego.
Cambios en la visualización en sistemas Macintosh.
- 1.11:

Añadidas 10 nuevas palabras rúnicas
Nuevas mazmorras aleatorias a las que se llega transmutando en el Cubo Horadrico las Llaves del Odio, Terror y Destrucción, obtenidas del Invocador, la Condesa y Nihlatak respectivamente, en las que encontraremos a versiones mejoradas de Andariel (Lilith), Duriel e Izual, que dejarán caer al momento de su muerte el Cuerno de Diablo, el Ojo de Baal, y el Cerebro de Mephisto. Posteriormente, transmutando estos tres objetos se accede a Tristán donde versiones mejoradas (comúnmente llamadas clones o übers) de estos tres demonios aguardan con hordas de diversos monstruos. Al morir los tres dejarán caer tantos Estandartes de Héroe como jugadores haya en la partida, y un hechizo mediano único, la Antorcha de Fuego Infernal. (Solo Battle.net).
Añadidos nuevos objetos únicos que solo dejan caer jefes especiales.
Los mercenarios ganan experiencia más rápidamente y pueden estar a nivel del personaje.
Solucionado el problema que te tiraba del juego al equiparse un objeto que desplegaba auras.
Otros fallos menores y problemas han sido parcheados.
- 1.11b:

Arreglado un error que te cerraba el juego al volver a la pantalla de Battle.net
Arreglado un error que se causa al meter la palabra rúnica "Paz" en un objeto.
- 1.12a:[1]

Se permite jugar sin el CD del juego con solo hacer una copia completa a la hora de su instalación o copiar los archivos .MPQ al directorio donde tenemos el Diablo 2. En el caso de PC copiar D2Music.mpq para la versión Diablo 2 y D2xMusic.mpq para la versión Diablo II Lord of Destruction. Para MAC se copian y aparte se renombrar a 'Diablo II Music' y 'Diablo II Expansion Music' respectivamente.
Arreglado el error de incompatibilidad entre Rosetta y OpenGL modo en Intel Mac.
- 1.13c:
- 1.13d (26-12-11):

Arreglados bugs de duppeo. 
Arreglado el bug de auras del "auradin" para no hacer auraghosts.
Arreglado varios bugs de ataques de amazona.
Añadida la opción ignorar en amigos permanentemente (Antispamm)

### Héroes
- Asesina

- Druida

#### Druida
En el antiguo tomo de los druidas, el Scéal Fada, está escrito que Bul-Kathos, el gran y antiguo rey de las tribus bárbaras, confía en un misterioso confidente, al que se hace referencia solo como Fiacla-Géar. A veces se describe a este hombre como el amigo más íntimo de Bul-Kathos y, en otros momentos, se hace referencia a él como su hermano.
Fuere cual fuere su relación, estaban muy unidos y compartían los secretos de sus ancestros: los que hablaban de los misterios ocultos bajo la cima del monte Arreat, de la venerada misión de protección de dichos misterios por parte de su gente y de las profecías relacionadas con los oscuros tiempos que estaban por llegar. Ambos estaban de acuerdo en que, para cumplir con su tarea sagrada, su gente debería consagrarse a esta empresa. Sin embargo, no se ponían de acuerdo en cuál era exactamente la mejor forma de llevar esto a cabo. Bul-Kathos creía que solo si se unían las tribus y las entrenaban en una estricta disciplina marcial, podrían realmente concentrarse en su objetivo durante generaciones. Fiacla-Géar, por otro lado, pensaba que solo si conseguían la unión espiritual con la tierra que habían jurado proteger podrían realmente apreciar la importancia de su labor. Ambos estaban de acuerdo en que la filosofía del contrario tenía su valor y, por lo tanto, cuando Bul-Kathos unió a las tribus, Fiacla-Géar reunió a un pequeño grupo compuesto de los guerreros-poetas y chamanes más importantes de las tribus y se retiró, envuelto en el misterio, al bosque que rodeaba la zona conocida como Scosglen. Allí, él y su gente crearon la primera escuela de druidas: unas enormes torres de piedra sin mortero, cubiertas de lianas y escondidas para su seguridad bajo las hojas de la bóveda del denso bosque. Allí vivieron desde ese momento, creando para sí mismos una nueva forma de vida. Crearon una nueva cultura y lenguaje, alejándose de sus parientes los bárbaros y de sus costumbres, jurando que no volverían nunca a las estepas del monte Arreat hasta que llegase el momento de Uileloscadh Mór: la batalla final entre los hombres de este mundo y los demonios del infierno.
Aquí, como preparación para el inminente conflicto, les enseñó el Caoi Dulra, una forma de pensar, en cuyo núcleo de creencias intrínsecas se encuentra la armonía con los objetos naturales del mundo, sus plantas y animales, ya que son la personificación del mundo que los druidas han jurado proteger. No solo Caoi Dulra era la base de su sistema de valores sino que, además, a través de su estudio y puesta en práctica los druidas aprendieron el vínculo con las entidades naturales de Santuario. Esta unión era tan absoluta que después de un tiempo descubrieron cómo hablar a las plantas y animales, y estos seres comenzaron a revelarles los secretos del mundo natural. Les enseñaron los métodos para llamar a los animales desde muy lejos, para convocar a plantas centinelas de la tierra, para cambiar su propia apariencia y para compartir sus fuerzas con sus parientes animales; incluso les enseñaron, hasta un cierto límite, métodos para controlar el tiempo.
En el Túr Dulra, la mayor escuela de druidas, se encuentra el magnífico roble Glór-an-Fháidha. Este árbol es la fuente más venerada para los druidas, como guía y por sus enseñanzas. Bajo sus ramas, durante siglos, los druidas de Scosglen pusieron a punto no solo su poderoso arsenal de magia natural, sino también las habilidades marciales que retuvieron de sus ancestros bárbaros. Actúan de este modo porque piensan que serán la última línea de defensa llegado el momento del gran conflicto, un momento que a su parecer está a punto de llegar. Tras la reciente aparición de habitantes infernales y del Leathdhiabhala –corrupciones demoníacas de todas las criaturas que los druidas habían jurado defender-, no han tenido más remedio que salir de sus bosques y enfrentarse a los últimos esbirros del caos.
Asesina
La asesina es un personaje agregado en Diablo II: Lord of Destruction con la capacidad de ocupar los guantes garra (solo asesina) de dos manos y otros accesorios especiales para asesina.

### Actos
- Acto V - Harrogath: El último acto "real". Las Tierra Altas Bárbaras, en las que se oculta Baal. Tiene seis misiones ("quests" en inglés, usualmente abreviadas en el juego como "q"):
  - En la primera hay que acabar con Shenk, el que todo lo ve. Completar la misión permite que Larzuk nos de la posibilidad de hacer huecos en los objetos para poder engarzarlos.
  - En la segunda se nos pide liberar a los soldados atrapados en la Tierra Altas Glaciales. Como recompensa se nos darán tres runas (low runes).
  - En la tercera debemos rescatar a Anya en el Río Helado, bajo el Pasaje Cristalino. Completar esta misión hará que podamos conseguir aumentar nuestras resistencias a fuego, veneno, frío y rayo. Esta misión es necesaria si se quiere hacer la cuarta.
  - En la cuarta hay que ir a las Salas de Vaught, donde debe ser asesinado el traidor de Nihlatak que secuestró a Anya. Al completar la misión Anya personalizará un objeto con nuestro nombre.
  - En la quinta misión hay que acabar con los tres Ancianos (Talic, Korlic y Madawc) sin salir del Monte Arreat (y sin abrir ningún portal a la ciudad). La quinta misión es imprescindible para poder hacer la sexta.
  - La sexta y última misión de este acto y del juego consiste en llegar hasta el Trono de Destrucción por los tres niveles de las Torres del Homenaje para derrotar a los Esbirros de Baal y después a Baal mismo en la Cámara del Mundo de Piedra (mal traducido al juego en español, pues debería ser Cámara de la Piedra del Mundo, como se ve en los vídeos entre actos). En dificultad Normal y Pesadilla, la culminación de esta misión nos permitirá continuar en una dificultad mayor (Pesadilla e Infierno). En las tres dificultades nos dará un mayor grado (Slayer, Champion o Matriarch/Patriarch)

## Argumento
Baal escapó gracias a que Marius sacó su piedra del alma del cuerpo de Tal Rasha en Luth Golein. Luego, el Señor de la Destrucción engaño a Marius, fingiendo ser Tyrael. Y aunque Mefisto y Diablo fueron destruidos seguía latente el peligro. Tyrael te envía a la ciudad Bárbara de Harrogath para que mates a Baal y termines con la amenaza. En la segunda parte se descubre que Izual engañó a Tyrael y reveló a los tres demonios la forma de cómo corromper las piedras del alma, por lo tanto la revolución del infierno fue una farsa, los mismos demonios habían planeado su exilio al mundo mortal. Ahora Baal quiere llegar hasta la Piedra del Mundo y se desconoce sus razones.

### Personajes secundarios
- Deckard Caín: Es el último de los Horadrim. Es un anciano sabio que estaba prisionero en una celda en Tristán. Al ser rescatado se une al héroe y lo acompaña y aconseja en su aventura.

Te ayuda en la investigación de objetos.
- Tyrael: Es un arcángel. Este fue el que dio las Piedras del Alma a los mortales a pesar desobedeciendo al Consejo de Angiris. Les ayudó a encerrar a los tres males. Ahora les ayuda a destruirlos.
- Nihlathak: Es un nigromante de Harrogath. Fue el único de los ancianos que se negó a sacrificarse para proteger la ciudad. Él es el que entregó la reliquia a Baal para que este pudiese entrar a la piedra del mundo evadiendo a los Antiguos.

### Cinemática
- Búsqueda de Baal: Es el vídeo introductorio de la expansión. En él se muestra como Baal invade la ciudad de Sescheron, una de las ciudades que le separa de la piedra del mundo y demuestra sus nuevos y grandes poderes con la Piedra del Alma corrupta.
- Fin de la destrucción: La Piedra del mundo ha sido corrompida por la maldad de Baal. Tyrael debe destruirla y para ello, ante un rezo, lanza su espada cargada de poder y destruye la Piedra del mundo haciendo que todo el mundo de piedra desaparezca. Debe destruirlo a pesar de no conocer las consecuencias que podrá desencadenar.

## Modding
Existen variadas y bilingües mod`s para diferentes versiones que van desde 1.09 hasta 1.13 con modificaciones que hacen diferencia a la hora de jugar.
Uno de los MOD`s vigentes y casi siempre en constante actualización es Median XL de los hermanos Laz u otro con variada indumentaria Easter Sun.